# Eulimidae
Eulimidae är en familj av snäckor. Enligt Catalogue of Life ingår Eulimidae i ordningen Neotaenioglossa, klassen snäckor, fylumet blötdjur och riket djur, men enligt Dyntaxa är tillhörigheten istället ordningen Mesogastropoda, klassen snäckor, fylumet blötdjur och riket djur. Enligt Catalogue of Life omfattar familjen Eulimidae 109 arter.

## Bildgalleri

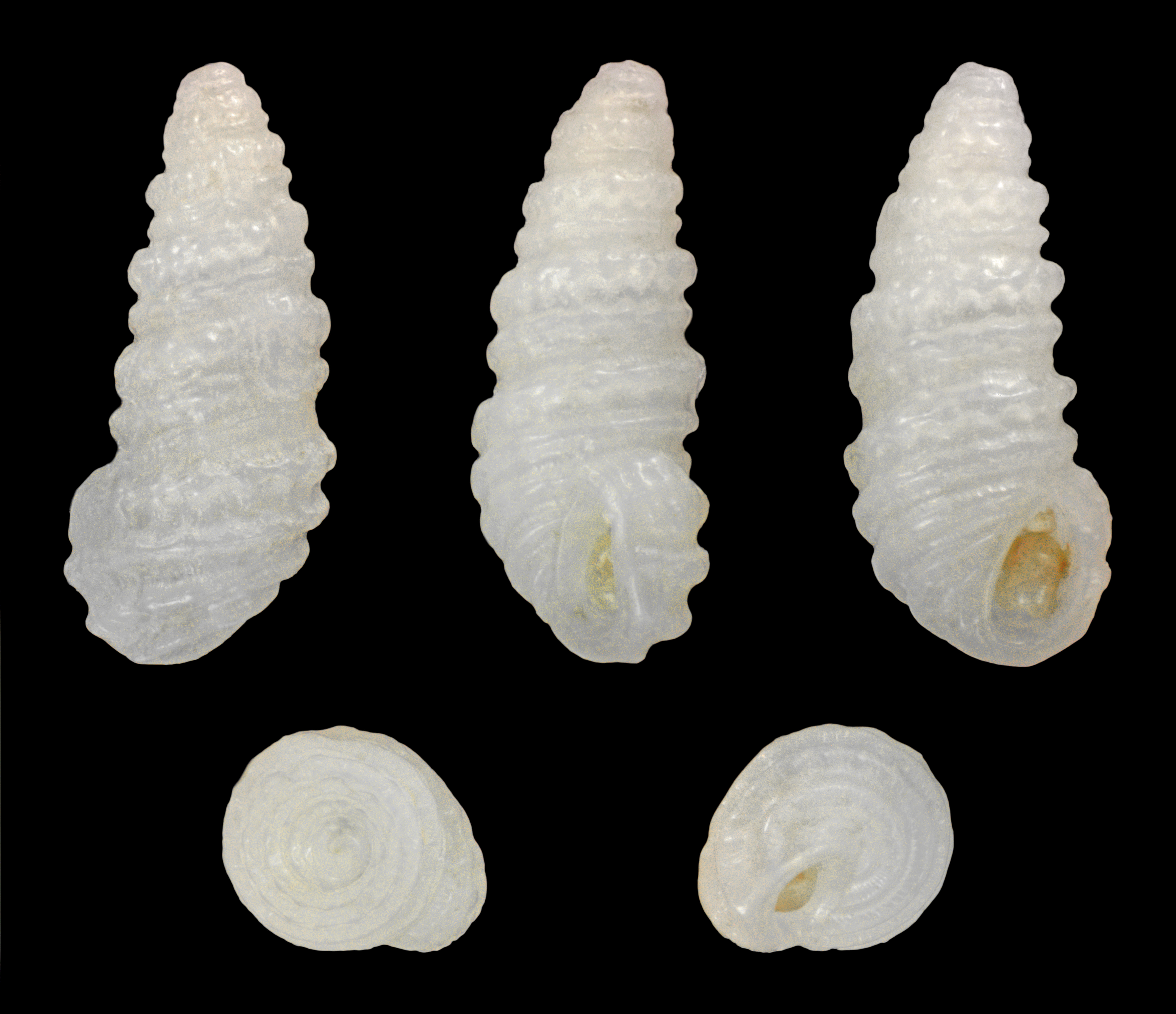
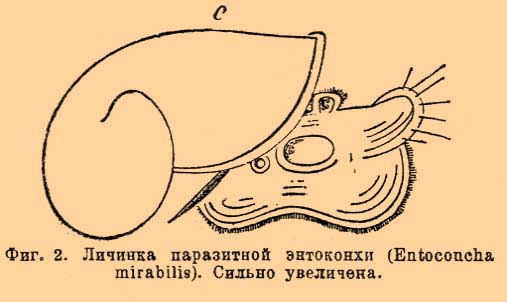
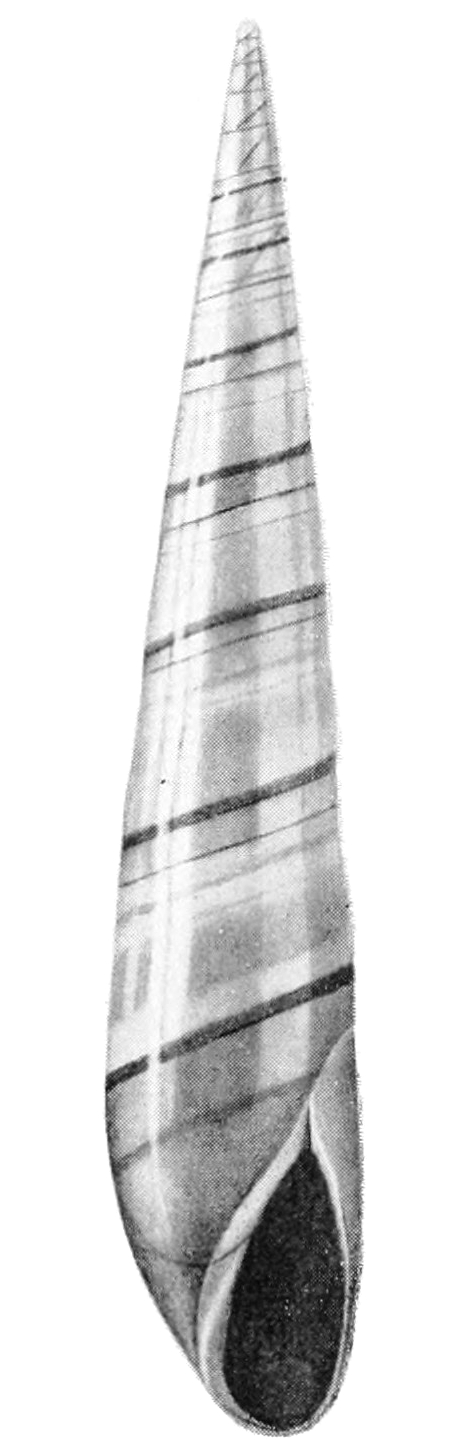
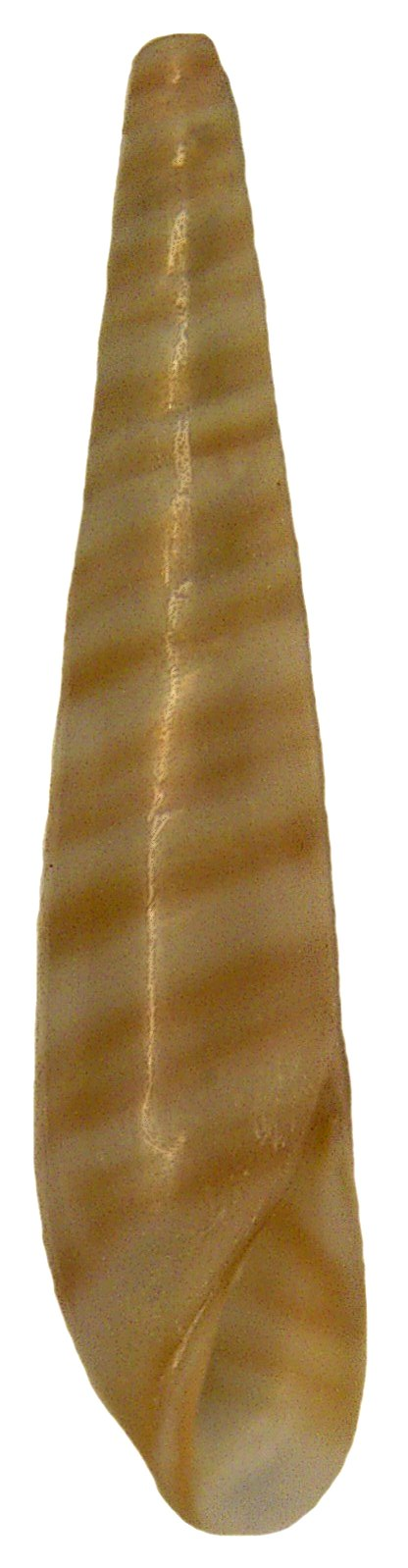
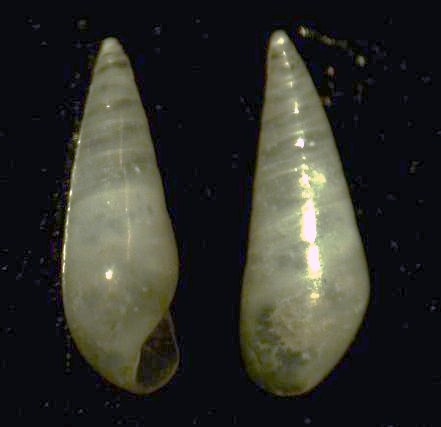
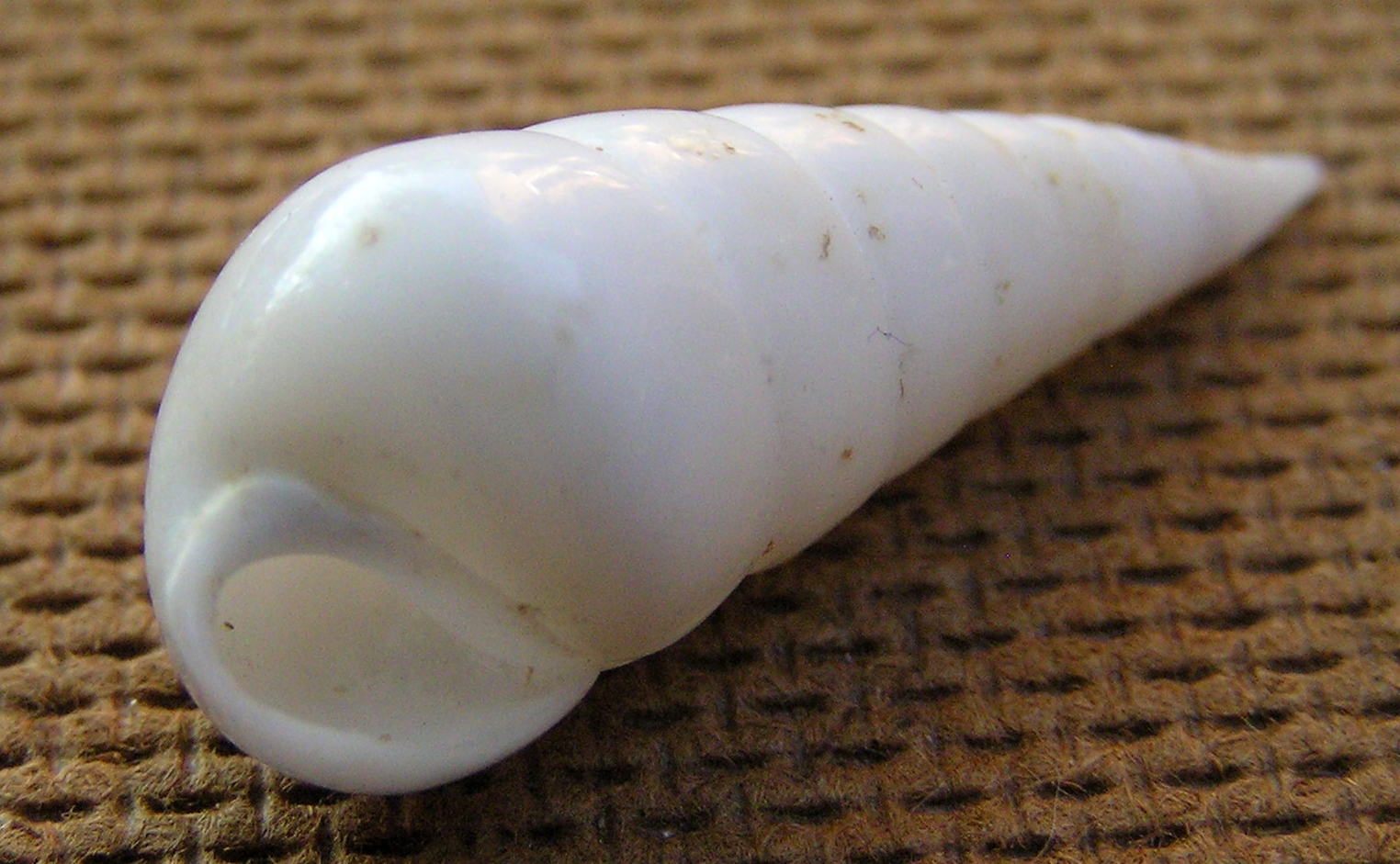

## Dottertaxa till Eulimidae, i alfabetisk ordning[1][2]
- Annulobalcis
- Asterophila
- Balcis
- Chileutomia
- Clathrus
- Coenaculum
- Crinolamia
- Curveulima
- Cythnia
- Enteroxenos
- Entocolax
- Entoconcha
- Ersilia
- Eulima
- Eulimostraca
- Fuscapex
- Fusceulima
- Haliella
- Hypermastus
- Melanella
- Microeulima
- Nanobalcis
- Niso
- Oceanida
- Ophieulima
- Pelseneeria
- Pictobalcis
- Polygireulima
- Pseudosabinella
- Punctifera
- Pyramidelloides
- Sabinella
- Scalenostoma
- Strombiformis
- Thaleia
- Thyonicola
- Umbilibalcis
- Vitreolina